# جائزة العجل الذهبي
جائزة العجل الذهبي (الهولندية:Gouden Kalf) هي جائزة مهرجان هولندا السينمائي الذي يقام سنويًا في أوترخت. تم تقديم الجائزة منذ عام 1981، في الأصل في ست فئات: أفضل ممثل، أفضل ممثلة، أفضل فيلم روائي، أفضل فيلم قصير، جائزة الثقافة، ونذكر الشرف. في عام 2004، كان هناك 16 فئة من الجوائز، وذلك أساسًا في عام 2003، حيث تمت إضافة فئات أفضل كاميرا، وأفضل مونتاج، وأفضل موسيقى، وأفضل تصميم إنتاج، وأفضل تصميم صوتي.
من بين المخرجين والممثلين الهولنديين المشهورين الذين حصلوا على جائزة غولدن كالف، روتجر هاور، لويس فان جاسترين، بول فيرهويفن، إدي تيرستال، كاريس فان هوتين، فيليكس دي روي، فونس راديميكرز، مارتين كولهوفن، أليكس فان فارميردام، فيدجا فان هوييت، جان فان دي فيلدي، بيم دي لا بارا، ديك ماس، مارلين غوريس، إيان كيركهوف، جيرون كرابي، مونيك هندريكس وريك دي غوير.

## الاسم والمعنى
يشير الاسم إلى حيوان كما هو شائع في أسماء جوائز الأفلام الأوروبية، مثل مهرجان الدب الذهبي لبرلين السينمائي ومهرجان البندقية السينمائي الذهبي، وتعد الماشية واحدة من أكثر أنواع المواشي شيوعًا في هولندا. يشير اسم الجائزة أيضًا إلى مرجع الكتاب المقدس، حيث قام آرون بتمثال ذهبي للعجل، والذي تم تدميره لاحقًا من قِبل موسى لأن الله يحظر عبادة أي شيء آخر غير الله الحقيقي. يقول مارتن كولهوفن، عضو لجنة التحكيم في عام 2002، إن ثقافة الكالفين الهولندي أكثر نسبية من الفخر: «هذا هو السبب في أن العجل الذهبي هو جائزة جيدة، بسبب الغمزة التي تم تضمينها. هناك بلدان أخرى لديها أسود ودببة ذهبية. لدينا العجل الذهبي وبعد كل شيء من الشرير أن نعبده.»
في عام 1995، ألقى ريك دي خوير تمثاله العجل الذهبي في الشارع في المسلسل التلفزيوني الواقع «تاكسي» (النسخة الهولندية من اعترافات تاكسياب)، عندما تم التقاطه بواسطة سيارة أجرة بعد حفل اختتام غير مرضٍ في مهرجان هولندا السينمائي. في عام 1999، سمح لمارتن سبانجر، مضيف تاكسي، بإلقاء العجل الذهبي للخدوش في الطاولة من النافذة.